# Maria Fabrizia Baduel Glorioso
Maria Fabrizia Baduel Glorioso (ur. 2 lipca 1927 w Perugii, zm. 8 kwietnia 2017 tamże) – włoska polityk i działaczka związkowa, przewodnicząca Europejskiego Komitetu Ekonomiczno-Społecznego, posłanka do Parlamentu Europejskiego I kadencji.

## Życiorys
Córka przedsiębiorcy Giuseppe Baduela. W 1953 ukończyła studia prawnicze na Uniwersytecie w Perugii. Od 1952 zatrudniona w biurze Włoska Konfederacja Pracowniczych Związków Zawodowych, od 1965 do 1978 była w nim sekretarzem ds. międzynarodowych. Od 1970 należała do Europejskiego Komitetu Ekonomiczno-Społecznego, od 1978 do 1979 pełniła funkcję jego przewodniczącej. Zasiadała też w zarządzie International Confederation of Free Trade Unions, zajmowała się też działalnością publicystyczną o tematyce międzynarodowej, europejskiej i związkowej.
Zaangażował się w działalność polityczną w ramach Niezależnej Lewicy, współpracującej z Włoską Partią Komunistyczną. W 1979 wybrano go posłanką do Parlamentu Europejskiego, przystąpiła do Grupy Sojuszu Komunistycznego. W późniejszych latach zasiadała we władzach organizacji zajmujących się współpracą Włoch z innymi państwami świata oraz założyła instytut własnego imienia